# 4F busz (Tatabánya)
A tatabányai 4F jelzésű autóbusz a Kertváros, végállomás és Felsőgalla, vasútállomás között közlekedik. A vonalat a T-Busz Tatabányai Közlekedési Kft. üzemelteti.

## Története
A buszvonalat 2018. január 1-jén vette át Tatabánya új közlekedési társasága, a T-Busz Kft, a járat útvonala a Kertvárosban kis mértékben módosult.

## Útvonala
| Felsőgalla, vasútállomás felé | Kertváros, végállomás felé |
| --- | --- |
| Kertváros, végállomás – Építők útja – Hadsereg utca – Szent György utca – Szőlődomb utca – Búzavirág utca – Dankó Pista utca – Kossuth Lajos utca – Árpád utca – Károlyi Mihály utca – Összekötő út – Omega Park – Összekötő út – Szent Borbála út – Semmelweis utca – dr. Mohi Rezső utca – Baross Gábor út – Széchenyi utca – Felsőgalla, vasútállomás | Felsőgalla, vasútállomás – Széchenyi utca – Baross Gábor út – dr. Mohi Rezső utca – Semmelweis utca – Szent Borbála út – Összekötő út – Omega Park – Összekötő út – Károlyi Mihály utca – Árpád utca – Kossuth Lajos utca – Dankó Pista utca – Búzavirág utca – Szőlődomb utca – Szent György utca – Hadsereg utca – Építők útja – Kertváros, végállomás |

## Megállóhelyei
Az átszállási kapcsolatok között a Bányász körtérig közlekedő 4-es és 4E busz nincsen feltüntetve.
| 0  | Kertváros, végállomás végállomás    | 32 | 3, 3A, 3G, 8, 8L, 8S, 9, 9D, 18, 52, 53B, 54                                                                              |
| 1  | Kölcsey Ferenc utca                 | 31 | 3, 3A, 3G, 8, 8L, 8S, 9, 9D, 18, 52, 53B, 54                                                                              |
| 2  | Bányász Művelődési Ház              | 30 | 3, 3A, 3G, 8, 8L, 8S, 9, 9D, 18, 52, 53B, 54                                                                              |
| 3  | Gerecse utca                        | 29 | 3, 3A, 3G, 8, 8L, 8S, 9, 9D, 18, 52, 53B, 54                                                                              |
| 5  | Kertvárosi lakótelep                | 27 | 8L, 9, 9D, 10, 18, 53B, 54, 59B                                                                                           |
| 6  | Szőlődomb utca                      | 26 | 9, 9D, 53B, 54, 59B |
| 8  | Szőlődomb utca, alsó                | 24 | 9, 9D, 53B, 54, 59B |
| 9  | Búzavirág utca                      | 23 | 9, 9D, 50, 51, 51B, 52I, 53, 53I, 55, 57, 59, 59I 8402, 8403                                                              |
| 11 | Tejüzem                             | 21 | 9, 9D, 50, 51, 57, 59I |
| 12 | Kertvárosi elágazás                 | 20 | 2, 9, 9D, 50, 51, 57, 59I 8402, 8403, 8441, 8442, 8443, 8460, 8462, 8464                                                  |
| 13 | Puskin Művelődési Ház               | 19 | 51 8460 |
| 14 | Kossuth Lajos utca                  | 18 | 1, 1D, 1G, 6, 11, 16, 26, 26R, 51, 51B, 52, 52I                                                                           |
| 15 | Árpád köz                           | 17 | 1, 1D, 1G, 6, 11, 16, 26, 26R, 51, 51B, 52, 52I                                                                           |
| 16 | Vágóhíd utca                        | 16 | 1, 1D, 1G, 6, 11, 16, 26, 26R, 51, 51B, 52, 52I                                                                           |
| 17 | Eötvös utca                         | 15 | 1, 1D, 1G, 6, 11, 16, 26, 26R, 51, 51B, 52, 52I                                                                           |
| 19 | Omega Park                          | 13 | 1, 1D, 1G, 2, 5, 5P, 6, 10, 11, 15, 16, 52, 52I, 55 8410, 8442                                                            |
| ∫  | Kormányhivatal                      | 12 | 1, 1D, 1G, 5, 5P, 6, 10, 11 8406, 8410, 8419, 8421, 8422, 8423, 8432, 8435, 8436, 8437, 8442, 8443, 8471                  |
| 22 | Szent Borbála út                    | 10 | 1, 1D, 1G, 5, 5P, 6, 10, 11, 16, 51, 51B, 59B 8406, 8410, 8421, 8422, 8423, 8432, 8435, 8436, 8437, 8443, 8460            |
| 24 | Sportpálya                          | 8  | 1, 1D, 1G, 5, 5P, 6, 10, 11, 16, 51, 51B, 59B 8406, 8410, 8419, 8421, 8422, 8423, 8432, 8435, 8436, 8437, 8443, 8460 1851 |
| 25 | Gőzfürdő                            | 7  | 1, 1D, 1G, 3, 3A, 3G, 6, 8, 8L, 8S, 11, 16, 18, 51, 51B 8435, 8436                                                        |
| 26 | Újtemető                            | 6  | 1, 1D, 1G, 3, 3A, 3G, 6, 8, 8L, 8S, 11, 16, 18, 51, 51B                                                                   |
| 27 | Bányász körtér                      | 5  | 1, 1D, 3, 3A, 3G, 6, 8, 8L, 8S, 11, 16, 18, 36, 51, 51B 8432, 8435, 8436, 8443                                            |
| ∫  | Felsőgallai temető                  | 1  | 9, 9D |
| 32 | Felsőgalla, vasútállomás végállomás | 0  | 9, 9D 8443, 8460 |